# میرزانق
میرزانق از روستاهای مرزی شهرستان نمین در استان اردبیل است که در فاصله پنج کیلومتری شمال این شهرستان واقع شده‌ است. جمعیتی بالغ بر ۷۰۰ نفر و ۱۵۰ خانوار دارد و مردمان آن از قوم تالش و ترک هستند و به زبان تالشی و ترکی نیز صحبت می‌کنند.
به‌دلیل بارش بسیار باران در این منطقه به روستاها و مناطق دیگر احداث جویبار صورت می‌گرفته است. در گذشته این روستا محل ییلاقات خانات تالش در نمین بوده است.
این روستا در سال ۷۵ دارای برق شد و در سال ۱۳۸۴ نیز جاده این روستا آسفالت شده و تلفن نیز در سال ۱۳۸۵ به همه خانه‌ها کشیده شده‌ است. در بهار ۱۳۹۱ این روستا دارای لوله‌کشی آب شد و همچنین در تابستان ۱۳۹۲ از گاز برخوردار گردید.
در سالهای نه چندان دور تغییرات آب و هوایی در این روستا هم اثرات خود را در کشاورزی و باغات این روستا برجای گذاشته است به طوری که از حجم به دست آمده علوفه دام و میوه های باغات آن می توان به خوبی به نتیجه رسید که تاثیرات جوی چه بر سر این منطقه آورده است متأسفانه در سالهای نه چندان دور با احداث کارخانه جات و متصاعد شدن گازهای گلخانه ای و سمی از این کارخانه ها میوه ها کیفیت گذشته خود را از دست داده اند و حتی قابل طعام هم نیستند. در بعد ارزیابی اطلاعات هواشناسی و جغرافیایی در میابیم که مناطق سرزمینی ما با تغییرات بیشتر دست و پنجه نرم می کنند به دلایلی که ذکر شد.
- بافته و نساجی سنتی
- رودوزی‌های سنتی
- گلیم بافی
- ملیله کاری
- گلیم عنبران